# 何勖
何勖（?—?），一作何勗、何邕，东海郡郯县人，中国刘宋官员。何无忌的儿子。袭封安成郡公。
宋文帝时，何勖常跟同为权势富家子弟的平昌人孟灵休、何瑀、徐湛之等相互比较车马骄奢的高下。临汝公孟灵休是孟昶之子。何勗与徐湛之、孟灵休在菜肴、器服及车马上互相斗富。时京中人们说何勗食物好，孟灵休器饰好，而徐湛之兼得二人之优。刘穆之的孙子刘邕喜欢吃人身上的疮痂，认为味道像鳆鱼。曾经见面孟灵休，孟灵休先患灸疮，疮痂掉在床上，刘邕拿起来吃了。孟灵休大惊。刘邕回答：“我生性喜欢吃。”孟灵休疮痂没有脱落的，都剥下来给刘邕吃。刘邕走后，孟灵休给何勖写信：“刘邕来看我吃我身上的疮痂，于是全身流血。”殷孚与侍中何勖一起吃饭，殷孚吃完，何勖说：“益殷蓴羹。”殷孚慢慢放下筷子，说：“何无忌讳。”
尚书左丞陆展弹劾建康令丘珍孙、丹阳尹孔山士出了盗贼不去擒拿，免去丘珍孙、孔山士的官职；御史中丞何勖不纠弹，也免去了何勖的官职。平西记室参军何长瑜在江陵写信给与同宗人何勖，用韵语描述刘义庆的州府僚佐：“陆展染白发，欲以媚侧室（讨好小老婆），青青不解久，星星行复出。”如此五六句。刘义庆大怒，告诉宋文帝，贬何长瑜为广州曾城令。元嘉二十一年（444年）刘义庆死后，何勖对袁淑说：“何长瑜可以回来了。”袁淑说：“国家新丧宗室英才，不适合想要流放的人。”庐陵王刘绍镇守寻阳，以何长瑜爲南中郎行参军、掌书记。何长瑜至板桥遇暴风溺死。
元嘉二十六年（449年），宋文帝拜谒京陵，臧质在丹徒朝见，臧质与何勖、檀和之都是功臣的儿子，当时一起上礼。宋文帝设宴尽欢，赐布一千匹。元嘉二十七年（450年），宋军北伐失利，北魏太武帝拓跋焘率军南侵，太尉、江夏王刘义恭守彭城节度诸军。魏军逼近彭城城外数十里时，刘义恭竟想弃城南奔，沈庆之建议精兵移镇兵少粮多的历城，留萧思话守卫彭城；太尉长史何勗建议直奔郁洲，再经海路回建康。最终张畅认为此二计都不行，劝刘义恭固守彭城，刘骏听后亦表示同意，刘义恭才确定坚守。何勖谥号荒公。